# Thomas Harriot

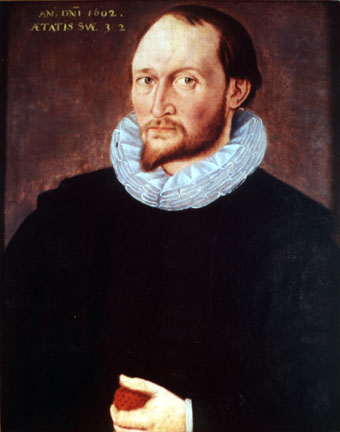
Thomas Harriot 1602

Thomas Harriot, auch Thomas Hariot (* 1560 in Oxford; † 2. Juli 1621 in Sion House bei Isleworth, Surrey) war ein englischer Mathematiker, Naturphilosoph und Astronom. Er gründete die English School of Algebra.

## Leben
Laut Immatrikulation in Oxford im Dezember 1577 war sein Vater ein commoner, das heißt, er gehörte weder Adel noch Priesterstand an. In seinem Testament von 1621 nennt er eine Schwester und einen Cousin, und das ist alles, was man von seiner Familie weiß. Er hörte in Oxford neben dem klassischen Curriculum wahrscheinlich auch Richard Hakluyt über die Geografie der Neuen Welt und wurde vielleicht von diesem an Sir Walter Raleigh empfohlen, in dessen Dienste er 1583 trat. Dort unterrichtete er u. a. Navigation in Vorbereitung des Siedlungsversuchs auf Roanoke Island unter Sir Richard Grenville, an dem Harriot teilnahm. 1588 veröffentlichte er ein Buch A brief and true report of the new found land of Virginia. Als Raleigh 1592 in den Tower gesperrt wurde, wechselte Harriot den Patron in der Gestalt von Henry Percy, 9. Earl of Northumberland, einem Freund Raleighs. Von ihm erhielt er eine hohe Pension und einige Güter in Durham, die ihn zum Mitglied des niedrigen Landadels machten (er besaß auch Besitz in Cornwall und Norfolk). Er lebte auf dessen Grundbesitz Sion House (oder Syon House) bei Kew an der Themse außerhalb von London für den Rest seines Lebens. Dort stellte er auch seine astronomischen Beobachtungen an. 1593 kam er selbst in Schwierigkeiten, als dem bereits berühmten Dichter und Dramatiker Christopher Marlowe wegen Atheismus der Prozess gemacht werden sollte, wobei in einer Äußerung eines Denunzianten (sog. Baines Note) über Marlowe auch der Name Harriot fiel. Der auffällige Tod Marlowes zum gleichen Zeitpunkt, der nichts mit seiner Anklage wegen Atheismus zu tun hat, verhinderte den Prozess. In dieser Zeit soll er der „Schule der Nacht“ angehört haben, einer Gruppe von kritischen Intellektuellen und Adeligen. 1604 wurde Harriot auch in den Gunpowder Plot hineingezogen. Der Cousin seines Gönners Percy hatte die Räume unter dem Parlament gemietet, in dem die Pulverladung gestapelt wurde. Der Earl kam 1605–1621 in den Tower, Harriot selbst wurde aber nur kurz inhaftiert – man beschuldigte ihn, ein Horoskop über den König Jakob I. gestellt zu haben.
Harriot starb 1621 an Nasenkrebs, an dem er längere Zeit litt. Eine Erinnerungstafel an der Bank von England erinnert an seine Grabstelle, die 1666 dem Großen Brand von London zum Opfer fiel.
Seine nachgelassenen Schriften vermachte er Henry Percy und vertraute die Herausgabe Nathaniel Torporley und Walter Warner an.

## Werk

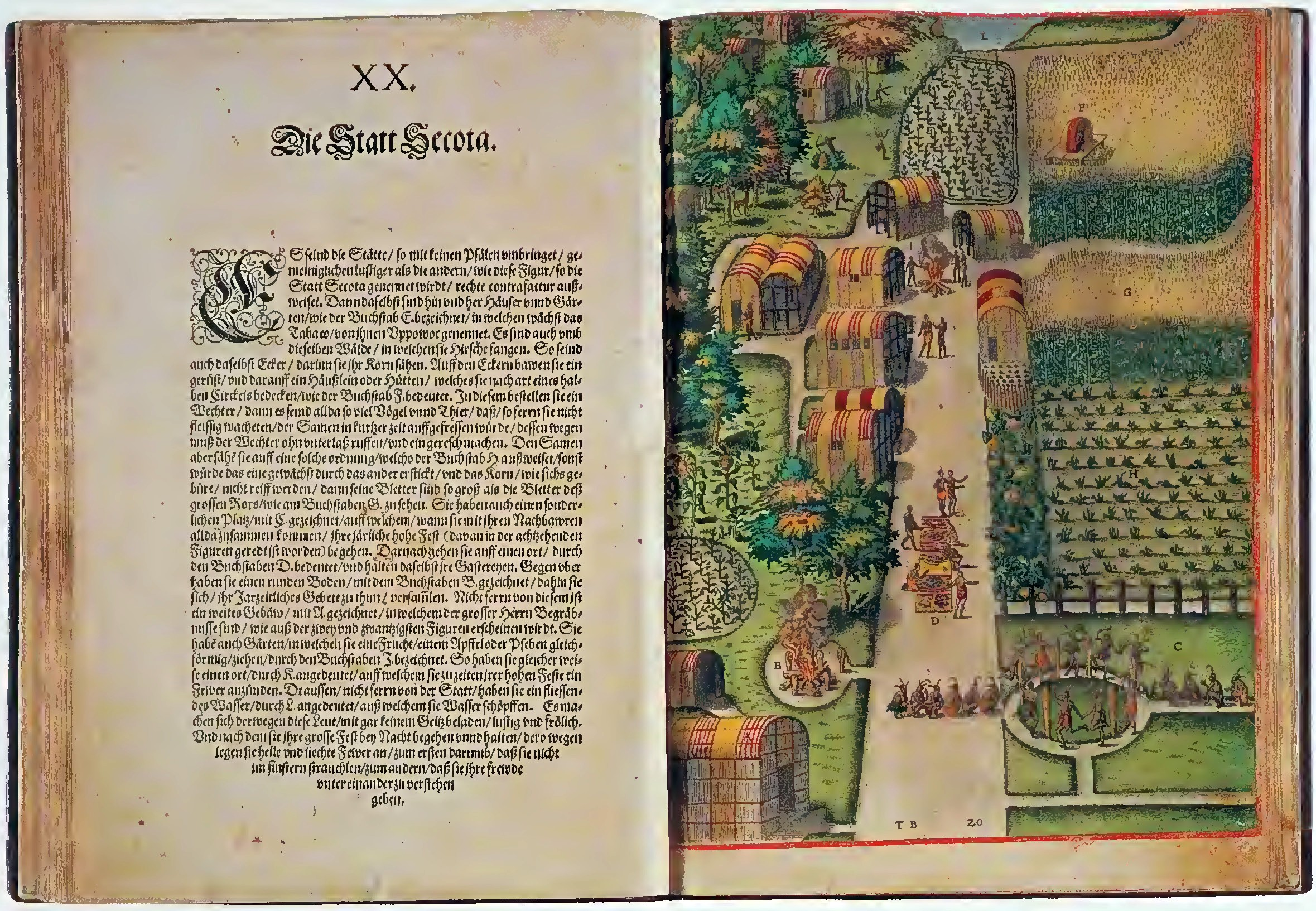
Customs of the Savages in Virginia (1590)

Als Mathematiker erforschte er u. a. Gleichungen, fand wichtige Beziehungen zwischen den Koeffizienten und Wurzeln und 1603 die Inhaltsformel für das sphärische Dreieck. In Harriots Artis analyticae praxis, 1631 posthum veröffentlicht, treten auch die Vergleichszeichen = (gleich), < (kleiner als) und > (größer als) auf; daher wird deren Einführung Harriot zugeschrieben. Tatsächlich verwendete er in der Rohfassung, die vermutlich um 1610 verfasst wurde, eine andere Schreibweise, so dass die Zeichenschreibweise vielleicht auch auf den Herausgeber des Buches zurückgeführt werden kann.
In seinem Nachlass fand sich auch die früheste Behandlung des Dualsystems (und darüber hinaus von Zahlensystemen auf anderer Basis wie 3 oder 4) in Europa, Harriot sah darin aber keinen Nutzen.
In Zusammenhang mit Arbeiten zum Kartenzeichnen erkannte er als erster 1590 die Winkeltreue der stereografischen Projektion. Weiter berechnet er im selben Jahr als einer der Ersten eine Bogenlänge (für die als Loxodrome in der Navigation wichtige Kurve). In seinen Papieren fanden sich auch Interpolationsformeln (die Anfangsterme der Newton-Gregory-Formeln), die vielleicht kurz darauf von Briggs für seine Logarithmentafeln verwendet wurden.

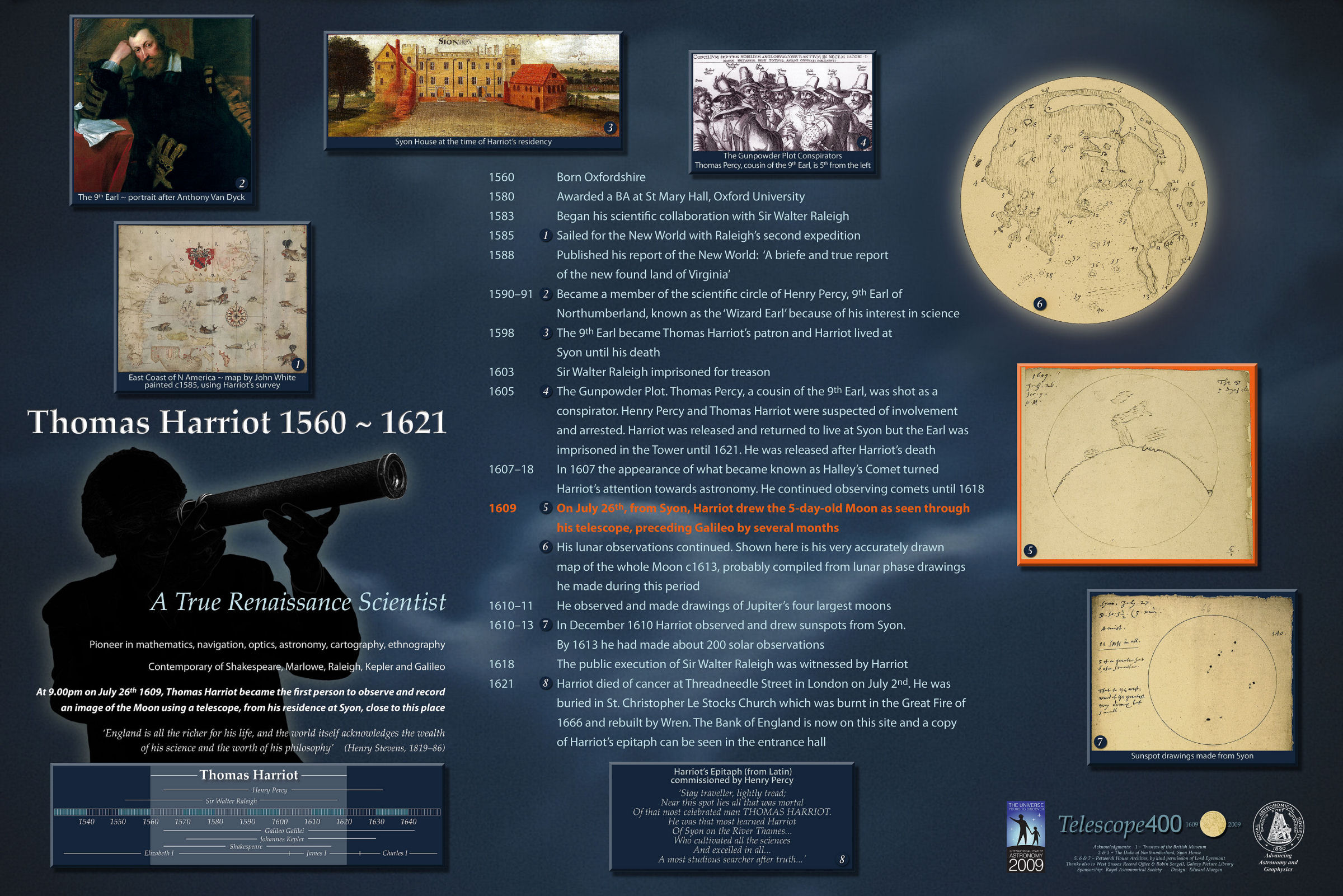
Erinnerungstafel an Harriot, Syon House

Als Astronom verwendete Harriot als Erster das Teleskop für die wissenschaftliche Himmelsbeobachtung. Am 26. Julijul. / 5. August 1609greg. fertigte er die ersten erhaltene Zeichnungen der Mondoberfläche an und war Galilei so um einige Monate voraus. Harriot blieb relativ unbekannt, weil er seine astronomischen Zeichnungen nicht veröffentlicht hatte. Zur 400-Jahr-Feier dieser Mond-Zeichnungen wurde 2009 eine Tafel im Syon House in London eingeweiht.

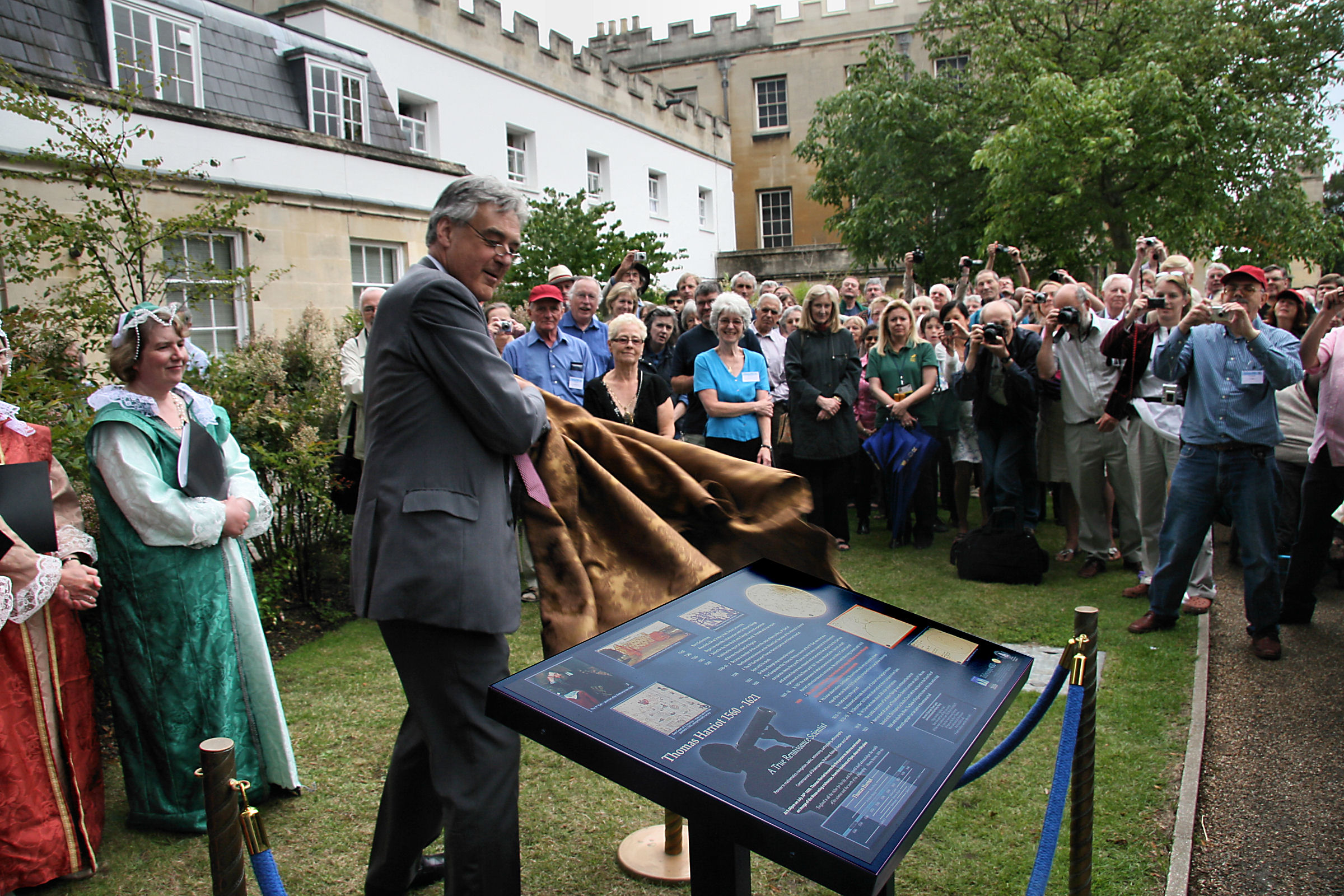
Lord Egremont übergibt 2009 eine Erinnerungstafel an Harriot an dessen ehemaligem Wohnort Syon House

Harriot entdeckte wohl als Erster die Sonnenflecken. Dies geht aus einer bibliografischen Entdeckung hervor, die der deutsche Astronom Franz Xaver von Zach machte. Er fand 1786 Manuskripte von Thomas Harriot. Hierin sind 199 Fleckenzeichnungen enthalten, von denen die erste am 3. Dezemberjul. / 13. Dezember 1610greg. angefertigt wurde. Diese ersten Zeichnungen wurden jedoch nicht von Harriot veröffentlicht, so dass Johann Fabricius als erster die Existenz der Sonnenflecken in einer wissenschaftlichen Abhandlung veröffentlichte. Oft wird jedoch Galileo Galilei als Entdecker angesehen, weil seine Mitteilung in der Flugschrift Sternenbote weite Verbreitung fand.
Harriot entdeckte bereits 1601 das Brechungsgesetz des Lichts, also vor Willebrord Snell (1621, veröffentlicht von René Descartes 1637), versäumte es aber auch hier, seine Entdeckung zu veröffentlichen.
Er war an einer einzigen Expedition in die Neue Welt beteiligt, von 1585 bis 1586 verbrachte er einige Zeit auf Roanoke Island vor der Küste North Carolinas. Hier erweiterte er das allgemeine Wissen über die Algonkin durch die Verbesserung des Verständnisses der Algonkin-Sprache. Als einziger Engländer der Expedition lernte er das Algonkin schon vor der Reise.
Zu Lebzeiten veröffentlichte er nichts. 1631 erschien sein Algebra-Buch Ars analytica praxis, bei dem die Herausgeber aber für sie unverständliche Teile (wie über negative und komplexe Lösungen algebraischer Gleichungen) wegließen. Eine kommentierte englische Übersetzung erschien 2007. Der Nachlass befindet sich teilweise im British Museum und in den Archiven der Familie Percy in Petworth House in Sussex und Alnwick Castle in Northumberland. Im Jahr 2009 wurde der Asteroid (5548) Thosharriot und 2015 der Exoplanet Harriot nach ihm benannt. Bereits seit 1962 ist er der Namensgeber für den Hariot-Gletscher [sic] in der Antarktis und seit 1970 für den Mondkrater Harriot.